# 藤田順三
藤田 順三（ふじた じゅんぞう、1951年（昭和26年） - ）は、日本の外交官。2013年（平成25年）8月1日からウガンダ駐箚特命全権大使。

## 経歴・人物
東京都出身。1969年（昭和44年）東京都立第五商業高等学校を卒業し、神戸銀行(現三井住友銀行)に入行。新宿支店配属。1970年（昭和45年）神戸銀行を退職して語学学習に専念。1972年（昭和47年）足立林田法律事務所入所。1975年（昭和50年）外務省に入省する。1977年デンマーク日本国大使館アタッシェ。1979年デンマーク日本国大使館三等書記官。1980年外務省第二欧州課吏員。1983年東海大学講師。1986年デンマーク日本国大使館二等書記官。1990年外務省条約局条約課課長補佐、1992年外務省条約課課長補佐。1995年3月在ジュネーブ国際機関日本政府代表部一等書記官、1999年2月デンマーク大使館一等書記官、リトアニア日本国大使館一等書記官（同大使館がデンマーク大使館の兼轄公館だったため）、2003年1月外務省総合外交政策局科学原子力課国際科学協力室首席事務官、2004年8月外務省総合外交政策局軍縮不拡散・科学部不拡散・科学原子力課国際科学協力室首席事務官、2005年外務省総合外交政策局国連政策課企画官。2006年2月外務省総合外交政策局国連政策課企画官、2008年4月デンマーク大使館公使参事官などを経て、2011年（平成23年）5月、ブリスベン総領事、7月15日着任。2012年クイーンズランド大学日本学科非常勤教授。2013年（平成25年）8月1日からウガンダ駐箚特命全権大使。2016年（平成28年）6月3日から特命全権大使（アフリカ開発会議（TICAD）、アフリカにおける地域経済共同体（RECs）・平和・安全保障担当）。2017年（平成29年）6月28日あしなが育英会顧問。

## 著書
- 『高卒でも大使になれた――私を変えた人生のその一瞬』海竜社 (2014/12/12)
- 『高卒外交官が実践！ 人生を変える努力』海竜社 (2017/10/6)

## 同期
- 河相周夫（12年外務事務次官・10年内閣官房副長官補）
- 別所浩郎（12年駐韓大使・10年外務審議官）
- 奥田紀宏（13年駐カナダ大使・10年駐エジプト大使・08年国連次席大使）
- 谷崎泰明（13年外務省研修所長・10年駐ベトナム大使）
- 三輪昭（14年関西担当大使・10年駐ブラジル大使・08年駐ポルトガル大使）
- 鈴木庸一（13年駐フランス大使・10年駐シンガポール大使）
- 持田繁（10年国連事務総長副特別代表）
- 門司健次郎（13年ユネスコ代表部大使・10年駐カタール大使）
- 渥美千尋（11年駐アイルランド大使・08年駐パキスタン大使）
- 山口寿男（07年駐ノルウェー大使・06年駐イラク大使）
- 岸野博之（13年駐ラオス大使・10年駐エチオピア大使）
- 水城幾雄（10年駐パナマ大使）
- 江川明夫（13年駐スロバキア大使・10年駐ザンビア大使）
- 竹内春久（13年駐シンガポール大使・11年駐沖縄担当大使・08年駐イスラエル大使）
- 西林万寿夫（13年駐ギリシャ大使・10年兼北極担当大使・12年文化交流担当大使・09年駐キューバ大使）
- 篠塚保（12年国際テロ対策・組織犯罪対策協力担当兼サイバー政策担当大使・09年駐バングラデシュ大使）
- 森元誠二（13年駐スウェーデン大使・08年駐オマーン大使）
- 小林祐武（98年外務省経済局総務参事官室課長補佐）
- 椿秀洋（12年駐ボリビア大使）
- 庄司隆一（11年駐ナイジェリア大使）
- 清水武則（11年駐モンゴル大使）
- 隈丸優次（13年駐カンボジア大使）
- 蒲原正義（13年駐カザフスタン大使・12年査察担当大使・9年駐グルジア大使）
- 丸尾眞（12年科学技術協力担当大使・10年駐キルギス大使）
- 名井良三（13年駐アンゴラ大使）
- 福田米蔵（11年駐ジンバブエ大使）
- 大部一秋（13年駐ウルグアイ大使）